# Paracyathus arcuatus
Espèce
Statut CITES
Paracyathus arcuatus est une espèce de coraux de la famille des Caryophylliidae.

## Publication originale
- Lindström, 1877 : Contributions to the Actinology of the Atlantic Ocean. pp. 1-26 (en).